# David Ferguson
David Ferguson (ur. 13 marca 1982) – australijski siatkarz grający na pozycji środkowego; reprezentant kraju.
W sezonie 2005/06 reprezentował barwy polskiego klubu Delecta-Chemik Bydgoszcz, grającego wtedy w I lidze, i awansował z nim do Polskiej Ligi Siatkówki.

## Kluby
- Rossmoyne High School (Australia Zachodnia)
- AIS (2002, od stycznia)
- Delecta-Chemik Bydgoszcz (2005/06)
- Arago de Sète Volley-Ball (Pro A) (2007/08)
- Arago de Sète Volley-Ball (Pro A) (2007/08)
- Arago de Sète Volley-Ball (Pro A) (2008/09)
- Asnières Volley 92 (Pro B) (2009/10)

## Sukcesy
- reprezentant Australii w siatkówce halowej na XXVIII Letnich Igrzyskach Olimpijskich w 2004 roku (11-12. miejsce)
- reprezentant Australii na męskim Pucharze Świata 2007 (8. miejsce)